# AF Elbasani
Der AF Elbasani (albanisch Akademia Futbollit Elbasani) ist ein professioneller Fußballverein aus der Stadt Elbasan, Albanien. Der Verein spielt aktuell in der Kategoria Superiore.

## Geschichte
Der Verein wurde am 21. Juni 2021 von der Stadt Elbasan gegründet. Der Klub war als Folgelösung für den Verein KF Elbasani gedacht, der aufgrund finanzieller Instabilität und mehreren Rechtsproblemen zu kämpfen hatte. Als neuer Verein musste AF Elbasani zuerst in der viertklassigen Kategoria e tretë antreten. Es gelang der direkte Aufstieg in die Kategoria e dytë nach einer starken Saison ohne ein einziges verlorenes Spiel. In der Kategoria e dytë gelang in der ersten Saison – wieder ohne ein einziges verlorenes Spiel – der Meistertitel in der Gruppe B. Das Saisonfinale gegen den KF Vora verlor man jedoch 2:1, stieg aber trotzdem in die zweite Liga auf.
In der Saison 2023/24 spielt der AF Elbasani in der zweitklassigen Kategoria e parë. Als Trainer für diese Saison wurde Nevil Dede engagiert, der seinen neuen Co-Trainer Eriol Merxha ersetzt. Bereits nach einer Saison gelang der Aufstieg in die höchste Liga.

## Stadion
Der AF Elbasani nutzt seit der Saison 2023/24 die Elbasan Arena als Heimspielstätte. Davor spielte man nur Partien mit hohem Zuschauerinteresse in diesem Stadion, während man die restlichen Heimspiele im Shefqet-Lamçja-Komplex austrug.

## Erfolge
- Meister: 2022 (Kategoria e tretë)
- Meister, Gruppe B: 2023 (Kategoria e dytë)